# Sanctuaire de Notre-Dame-de-Livron
 (janvier 2024).
Si vous disposez d'ouvrages ou d'articles de référence ou si vous connaissez des sites web de qualité traitant du thème abordé ici, merci de compléter l'article en donnant les références utiles à sa vérifiabilité et en les liant à la section « Notes et références ».
 (janvier 2024).
La mise en forme du texte ne suit pas les recommandations de Wikipédia : il faut le « wikifier ».
Les points d'amélioration suivants sont les cas les plus fréquents :
- Les titres sont pré-formatés par le logiciel. Ils ne sont ni en capitales, ni en gras.
- Le texte ne doit pas être écrit en capitales (les noms de famille non plus), ni en gras, ni en italique, ni en « petit »…
- Le gras n'est utilisé que pour surligner le titre de l'article dans l'introduction, une seule fois.
- L'italique est rarement utilisé : mots en langue étrangère, titres d'œuvres, noms de bateaux, etc.
- Les citations ne sont pas en italique mais en corps de texte normal. Elles sont entourées par des guillemets français : « et ».
- Les listes à puces sont à éviter, des paragraphes rédigés étant largement préférés. Les tableaux sont à réserver à la présentation de données structurées (résultats, etc.).
- Les appels de note de bas de page (petits chiffres en exposant, introduits par l'outil «  Source ») sont à placer entre la fin de phrase et le point final[comme ça].
- Les liens internes (vers d'autres articles de Wikipédia) sont à choisir avec parcimonie. Créez des liens vers des articles approfondissant le sujet. Les termes génériques sans rapport avec le sujet sont à éviter, ainsi que les répétitions de liens vers un même terme.
- Les liens externes sont à placer uniquement dans une section « Liens externes », à la fin de l'article. Ces liens sont à choisir avec parcimonie suivant les règles définies. Si un lien sert de source à l'article, son insertion dans le texte est à faire par les notes de bas de page.
- La présentation des références doit suivre les conventions bibliographiques. Il est recommandé d'utiliser les modèles {{Ouvrage}}, {{Chapitre}}, {{Article}}, {{Lien web}} et/ou {{Bibliographie}}. Le mode d'édition visuel peut mettre en forme automatiquement les références.
- Insérer une infobox (cadre d'informations à droite) n'est pas obligatoire pour parachever la mise en page.

Pour une aide détaillée, merci de consulter Aide:Wikification.
Si vous pensez que ces points ont été résolus, vous pouvez retirer ce bandeau et améliorer la mise en forme d'un autre article.
Le sanctuaire de Notre Dame-de-Livron est un lieu de pèlerinage situé dans le Tarn-et-Garonne à proximité de la ville de Caylus. Il se situe dans l’extrémité nord du département dans la zone prélevée en 1808 au département du Lot lorsque l’empereur Napoléon Bonaparte décida, à la demande de la population, de créer un nouveau département avec Montauban comme chef-lieu. Le Tarn-et-Garonne fut créé en rognant sur les départements limitrophes : le Lot, l’Aveyron, le Gers, le Tarn et la Haute-Garonne.

## Historique

### Légendes
Une légende dont on peine à situer l’origine raconte qu’un dragon vivait sur le site. Il habitait dans une grotte aujourd’hui barrée par une grille sur l’emplacement de l’esplanade du sanctuaire. Chaque jour il sortait pour prélever sa subsistance essentiellement constituée d’humains. Il fallait donc tuer la bête pour s’en délivrer mais personne n’osait s’y aventurer. Jusqu’au jour où le chevalier de Lagardelle, issu d’une ancienne famille de Caylus s’y risqua. Il prépara soigneusement le combat et avant d’affronter la bête il convoqua les habitants à l’église et s’agenouilla devant l’autel de Notre-Dame. Tous implorèrent la Vierge Marie et demandèrent la protection pour le chevalier. Ils firent le vœu qu’en cas de victoire ils créeraient une chapelle en mémoire de cette délivrance. Bien sûr le chevalier triompha, la bête fût tuée et la chapelle pût être construite.
De cette légende subsistent deux certitudes. Il y avait bien des Lagardelle à Caylus jusqu’en 1868 et il y a maintenant un sanctuaire dédié à Notre-Dame. Notons que le chevalier était vraisemblablement un templier de la commanderie de La Capelle-Livron, située à trois kilomètres du site.
Une seconde légende se rattache à la première. Lorsque les villageois entreprirent d’édifier la chapelle de la délivrance, ils décidèrent de la construire sur une hauteur qui domine le vallon. Les travaux commencés, les bâtisseurs furent surpris de retrouver au matin suivant ce qu’ils avaient fait la veille, transporté à l’identique dans le creux du val. Cette légende attribue ce transfert de la construction aux anges, qui sur consigne de la Vierge, auraient déplacé les pierres depuis le haut de la colline jusqu’au creux du vallon.
Un sentier appelé le chemin des anges jouxte bien le sanctuaire et, en son milieu, on trouve une pierre carrée marquée d’une croix appelée la halte des anges. C’est le vestige d’un Christ en pierre, daté de 1811, qui fut mutilé durant la guerre en 1944.

### Trois rois à Livron
À la suite du serment des Caylusiens de s’engager à aider le roi à défendre l’Église lors du traité de Paris de 1229, une tradition non vérifiée par l’histoire dit que Louis IX et Blanche de Castille se seraient rendus à Livron après un pèlerinage à Rocamadour.
Philippe IV le Bel (1268-1314) a visité le sanctuaire et demandé qu’une rente soit versée à perpétuité pour l’entretien d’une lampe. Il fut un généreux donateur pour le lieu.
Louis XIII se rendit à Caylus en juin 1622 durant le siège de Saint-Antonin-Noble-Val. Son séjour est attesté par une gravure dans le mur intérieur de l’église Saint-Jean-Baptiste qui dit : « LOVIS PAR LA GRACE DE DIEU ROY DE France ET DE NAVARRE ENTRA DANS LA PRESENTE VILLE DE CAYLUS LE 14 DU MOYS DE JUIN AVANT LE SIEGE DE SAINT-ANTHONIN VILLE REBELLE A SA MAJESTE ET SOIRTIT APRES LA PRISE LE XXIII DU DIT MOYS 1622. FAIT ET GRAVE 1623 ».

## Description
Le sanctuaire de Notre-Dame-de-Livron n’est pas, contrairement à bien d’autres, une référence à quelque apparition de la Vierge mais il est authentiquement fondé en remerciements à la mère du Christ pour la protection qu’elle apporta aux habitants.
La construction remonte dans son ensemble au début du XIVe siècle et a remplacé une église primitive romane. Une inscription au-dessus d’une vasque du bénitier nous informe que « l’an du Seigneur 1302, Guillaume de Milhars fit faire cette chapelle en l’honneur de Dieu et de Notre-Dame Sainte Marie. Amen ». À l’intérieur de la chapelle se trouve un écusson daté du XVIIe siècle mentionnant les familles Marsa-de Lagardelle-de Latour-Mouloyre.
Le chœur gothique a été restauré en 1978. On entre dans l’église par deux portails situés sous une galerie à cinq arcades. La nef est prolongée par une chapelle basse, probablement vestige de l’église d’origine. Deux chapelles situées de chaque côté sont consacrées, celle de gauche à sainte Marie-Madeleine, celle de droite au bienheureux père François Palau y Quer.
À l’extérieur l’esplanade est ornée de platanes. Elle a servi autrefois de cimetière, les tombes ayant été déplacées au cours de l’histoire. Une croix en pierre est à sa droite, tournant le dos à la grotte. Un sanctuaire extérieur est adossé au presbytère et permet d’accueillir les pèlerins à la belle saison pour les offices et cérémonies. Au centre de ce sanctuaire extérieur, un autel en pierre fait face au peuple conformément aux réformes de Vatican II. Il fut consacré le 4 juin 1978 à la fête du centenaire du couronnement de Notre-Dame-de-Livron. Derrière le sanctuaire de plein air, un chemin de croix de quatorze stations peut aussi être atteint par un sentier au sommet de la colline, ce qui fait qu’on peut gravir d’un côté le chemin des anges et redescendre par le chemin de croix, ou l’inverse, faisant ainsi le tour de l’ensemble du site.
Un bassin reçoit l’eau limpide d’une source à laquelle sont attribuées des guérisons.
Aujourd’hui, le sanctuaire de Notre-Dame-de-Livron reste un lieu de pèlerinage et de retraite spirituelle relevant du diocèse de Montauban. Des sœurs carmélites missionnaires, ordre fondé par François Palau, dont certaines en ermitage assurent le gardiennage et l’accueil au centre spirituel portant le nom du fondateur.

## Personnalités religieuses
Pierre Bonhomme (1803-1861), prêtre diocésain de Cahors et originaire de Gramat, fondateur de la congrégation des sœurs de Notre Dame du Calvaire de Gramat, chanoine honoraire de Montauban et de Cahors, fut le fondateur de deux collèges, un à Gramat et l’autre à Prayssac. Il restaura les grands sanctuaires du Haut-Quercy tel Rocamadour. En 1840 il prêche une « mission » à Livron. Devant le succès inattendu, il est convenu qu’il renouvellera chaque année.
Pierre Bonhomme a été béatifié le 23 mars 2003.
Le père carme François Palau y Quer (1811-1872), espagnol, vient en France après une expérience érémitique à Barcelone. A Perpignan il rencontre Thérèse Christia et sera amené à gérer les biens de cette ancienne clarisse. Il rencontre vraisemblablement le vicomte de Serres marié à la comtesse de Cahuzac du château de Mondésir à Saint-Pierre Livron. Cela explique qu’il vient à Montauban puis à Livron où il va reprendre avec quelques compagnons et son frère Jean une nouvelle vie d’ermite, d’abord dans les grottes de Mondésir puis à Livron. Au-dessus du sanctuaire on peut encore visiter une des grottes qu’il occupa. Outre un rayonnement spirituel dans la région, le père Palau va diriger l’acquisition d’une partie de la colline au-dessus du sanctuaire. Avec Thérèse Christia dont les biens ont servi à l’achat ils font construire un ermitage où ils vont pouvoir accueillir quatre ou cinq personnes.
François Palau a été béatifié par Jean Paul II le 24 avril 1988.
Thérèse Christia (1802-1875), agrandit encore le domaine par l’acquisition de terrain et rachète le premier au père Palau. Elle vient habiter avec Marie Boy à l’ermitage. Elle offrit 28 ans de services au sanctuaire où elle dispensa aussi ses générosités. De fait, elle fut avec Marie Boy la première des gardiennes du sanctuaire.
Marie Boy (1824-1893), née à Gramat, figure sur une liste officielle des congréganistes de la Sainte Vierge du père Bonhomme. Elle habita l’ermitage dès le début avec Thérèse Christia et se dévoua au sanctuaire durant 46 ans. Elle fut ensevelie au cimetière de Saint-Pierre de Livron avec sa compagne.
Progressivement, d’autres femmes contribuèrent à devenir les gardiennes du sanctuaire : Marie Franciel (1855-1943) Jeanne Gratias-Fabre (1824-1903). 
Ces femmes, appelées « les Thérèsiennes » accompliront leur service de garde et d’accueil des pèlerins sur le site jusqu’en 1939.
Le chanoine Paul de Calvinhac (1811-1878) apporta des améliorations au sanctuaire, mit de l’ordre dans le vieux cimetière envahi de broussailles, endigua les eaux qui sortaient de la « grotte du dragon », creusa un canal souterrain, et donna au sanctuaire son aspect actuel en préparation du couronnement de la statue de la Vierge qui eut lieu à la Pentecôte 1877 grâce aux démarches du curé doyen de Caylus-Livron, l’abbé Jean-Louis Doyelle (1829-1906) auprès du Saint-Siège. Jusqu’à la fin de ses jours, il consacra sa vie à Notre Dame de Livron.

## Sources
(janvier 2024).
- Le sanctuaire de Livron par le chanoine Odilon Bosc, Les Amis du Sanctuaire de Livron, réédition de 2019
- Site pelerinagesDeFrance.fr
- Diocèse de Montauban : page du sanctuaire
- Office du Tourisme de Tarn-et-Garonne : Sanctuaire Notre Dame de Livron
- Quercy.net - Pierre Bonhomme (1803-1861), 23 mars 2003, Biographie (vatican.va)